# Mary Ellen Mark
Mary Ellen Mark, née le 20 mars 1940 à Philadelphie et morte le 25 mai 2015 à New York, est une photographe américaine.
Elle est surtout connue pour ses reportages au travers des États-Unis, dans lesquels les portraits occupent une place prépondérante.
Elle fait partie de l'agence Magnum entre 1977 et 1982.

## Biographie
Mary Ellen Mark naît et grandit à Elkins Park, en Pennsylvanie,.
Elle commence à photographier avec un Brownie à l'âge de neuf ans, puis s'intéresse au dessin et à la peinture lors de son passage au lycée, puis à l'université de Pennsylvanie, où elle obtient un Bachelor of Arts (peinture et histoire de l'art) en 1962.
Après avoir obtenu son diplôme, elle travaille brièvement au département d'urbanisme de Philadelphie puis revient à l'Université de Pennsylvanie préparer un Master en photojournalisme, qu'elle obtient en 1964.
Son diplôme en poche, elle obtient une bourse Fulbright pour partir photographier en Turquie pendant un an, ce qui permet de voyager dans toute l’Europe.
En 1967, elle s'installe à New York. Au cours des années suivantes, elle photographie les manifestations en opposition à la guerre du Vietnam, le mouvement de libération des femmes, la culture des travestis et Times Square, développant une sensibilité, selon un écrivain, « loin de la société dominante et vers ses franges plus intéressantes, souvent troubles ». Ses photographies abordent des problèmes sociaux tels que l'itinérance, la solitude, la toxicomanie et la prostitution. Les enfants sont un sujet récurrent dans une grande partie de son travail.
Elle publie dans les magazines américains les plus réputés : LIFE magazine, The New Yorker, Rolling Stone, Vanity Fair…
Elle fait partie de l'agence Magnum entre 1977 et 1982 avant de rejoindre Archive Pictures, puis ouvre sa propre agence en 1988.
Elle meurt le 25 mai 2015 à New York à l’âge de 75 ans.

### Vie privée
Elle était mariée au réalisateur Martin Bell (en).

## Une approche sociale

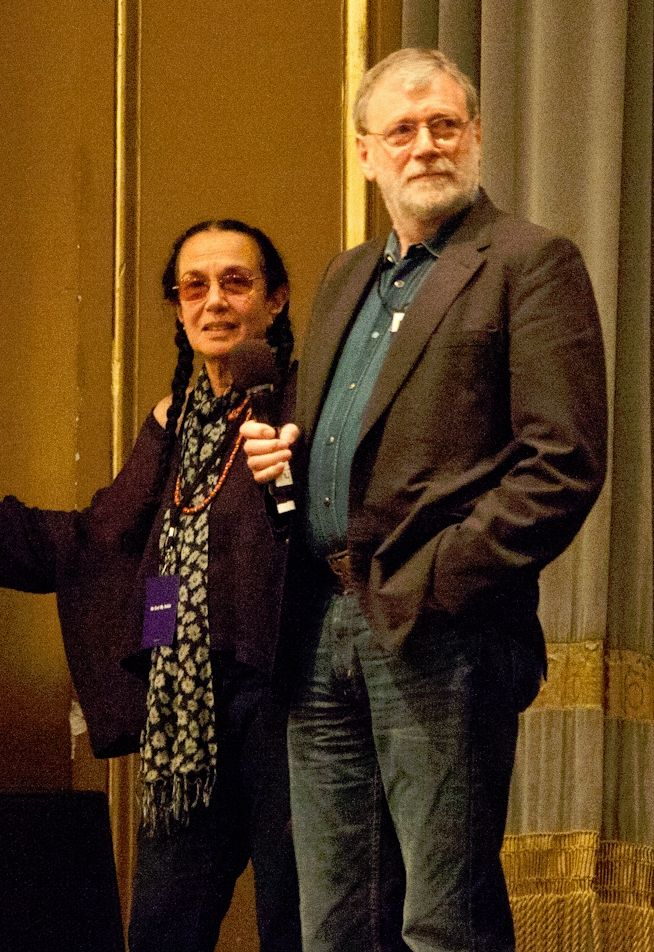
Mary Ellen Mark et son mari Martin Bell (2011).

Travaillant principalement en noir et blanc, M. E. Mark a pour thèmes de prédilection les exclus de la société : pauvres, fugueurs, prostituées, drogués, prisonnières ; souvent aux États-Unis, elle s'est aussi intéressée à l'Inde à plusieurs reprises (notamment auprès de Mère Teresa). En 1984, le Sunday Times Magazine a publié ses images en couleur sur la population blanche du Zimbabwe.
Elle construit ses reportages sur le long terme en suivant certaines familles pendant des années (ainsi on a pu suivre « Tiny » enfant, adolescente, puis mère). Cette méthode la classe parmi les documentaristes, plutôt que les journalistes : elle a quelquefois lié des liens forts avec ses sujets (cette affection est visible dans ces photos), mais a aussi suivi des membres du KKK ou des « nations aryennes », dans leur vie quotidienne, chez eux ou en famille. 

Elle se défend pourtant de raconter des histoires : « je ne veux pas être qu'une photo-essayiste, je suis plus intéressée par une image isolée… une que je juge suffisamment bonne pour être présentée seule. » Elle photographie toujours avec humanisme, au point qu'on la classe parfois parmi les portraitistes. Rarement posés, ces portraits sont souvent faits au grand-angle pour placer le sujet dans son contexte. Mark est aussi très attentive à la qualité technique de ses images : 

« Un bon tirage est essentiel. Je veux prendre des images documentaires fortes qui soient techniquement aussi bonnes que n'importe lequel des meilleurs tirages techniques, et aussi créatives que les meilleures photographies artistiques. »

On peut rapprocher son travail sur son propre pays de celui de Dorothea Lange trente ans plus tôt.

## Publications
- 1976 : Passport •  (ISBN 0-91281-014-9)
- 1981 : Falkland Road •  (ISBN 0-50054-072-1)
- 1988 : Streetwise (avec Nancy Baker) •  (ISBN 0-81221-268-1)
- 1992 : Mary Ellen Mark: 25 Years (par Marianne Fulton) •  (ISBN 0-82121-837-9)
- 1993 : Indian Circus •  (ISBN 0-81180-531-X)
- 1996 : A Cry for Help: Stories of Homelessness and Hope •  (ISBN 0-68482-593-7)
- 1997 : Portraits •  (ISBN 1-56098-720-0)
- 1999 : Mary Ellen Mark 1963-1999, Éditions de La Martinière, Paris •  (ISBN 978-2-73242-589-4)
- 2005 : Twins •  (ISBN 1-93178-819-7)
- 2006 : Exposer — rétrospective •  (ISBN 0-71489-451-6)
- 2007 : Undraborn: Extraordinary Child •  (ISBN 978-9-97979-014-3)
- 2008 : Seen Behind the Scene •  (ISBN 0-71484-847-6)
- 2011 : Ward 81 •  (ISBN 978-8-86208-055-2)
- 2012 : Prom •  (ISBN 978-1-60606-108-4)
- 2014 : Man and Beast: Photographs from Mexico and India •  (ISBN 978-0-29275-611-3)
- 2015 : on the Portrait and the Moment •  (ISBN 978-1-59711-316-8)
- 2015 : Tiny: Streetwise Revisited •  (ISBN 978-1-59711-262-8)
- 2023 : Ward 81: Voices •  (ISBN 978-3-96999-013-1)
- 2023 : Encounters, catalogue de l’exposition rétrospective présentée au C/O Berlin (en) en 2023 et aux Rencontres de la photographie d'Arles en 2024, avec des textes de Stephan Erfurt,  Amanda Maddox,  Mary Panzer, Kathrin Schönegg, 264 p., coédition Steidl Verlag/C/O Berlin (en) •  (ISBN 978-3-96999-303-3)

## Expositions
- 2023 : Encounters, rétrospective de l'œuvre de la photojournaliste américaine centrée sur cinq séries emblématiques des années 1970 et 1980, C/O Berlin (en), Berlin, du 16 septembre 2023 au 18 janvier 2024  [14]
- 2024 : Encounters, rétrospective de l'œuvre de la photojournaliste américaine centrée sur cinq séries emblématiques des années 1970 et 1980, Rencontres de la photographie d'Arles, Espace Van Gogh, du 1er juillet au 29 septembre 2024 [15]
- 2025 : Ward 81 : Voices, Center for Photography at Woodstock (en), Kingston, État de New York, du 18 janvier au 4 mai 2025 [16],[17]

## Récompenses et distinctions
- 1980 : Premier prix, Robert F. Kennedy Journalism Award (en)
- 1986 : Prix Philippe Halsman du photojournalisme, American Society of Media Photographers
- 1988 : Prix George-Polk du photojournalisme
- 1994 : Prix Erich-Salomon
- 1997 : Infinity Award du photojournalisme
- 2001 : Prix Cornell Capa du Centre international de la photographie
- 2003 : Lucie Award, Los Angeles